# سانا سینگ
چینگلنسانا سینگ یا به اختصار سانا سینگ(انگلیسی: Chinglensana Singh؛ زادهٔ ۲۳ نوامبر ۱۹۹۶) بازیکن فوتبال اهل هند است.
وی همچنین در تیم ملی فوتبال هند بازی کرده‌است.